# Charles Estienne
Charles Estienne (łac. Carolus Stephanus, ur. 1504, zm. 1564) – francuski lekarz, anatom i drukarz.

## Życiorys
Urodzony w 1504 r. jako najmłodszy syn Henri Estienne′a. Pochodził z paryskiej rodziny drukarzy, którzy wydawali popularne edycje Biblii, słownika łacińskiego i prac naukowych. Podobnie jak krewni, Estienne posługiwał się łacińską formą nazwiska – Stephanus. Odebrał typowe wykształcenie humanistyczne.
W latach 1530–1534 przebywał w Padwie, gdzie zainteresował się medycyną. Po powrocie do Paryża pracował w rodzinnej drukarni i udzielał prywatnych lekcji. Od 1535 do 1539 r. był studentem paryskiego uniwersytetu. Podczas studiów w Paryżu poznał Andreasa Vesaliusa, który również był wówczas studentem. Ostatecznie Estienne uzyskał dyplom lekarski na Uniwersytecie Paryskim w 1542 r. Nie wiadomo jednak czy kiedykolwiek prowadził wykłady lub zajmował inne stanowiska akademickie.
Pomimo klasycznego wykształcenia nie był tak mocno przywiązany do tradycji Galena jak jego nauczyciel Jacques Dubois, jednak pozostawał pod jej wpływem. Estienne jako pierwszy zaobserwował zastawki w żyłach i jako pierwszy stwierdził wnikanie naczyń włosowatych do wnętrza kości. On również po raz pierwszy zaobserwował błonę włóknistą wątroby, rozróżnił przełyk i tchawicę, wskazując na ich różne funkcje, i jako pierwszy zwrócił uwagę na znaczenie układu limfatycznego. Opisał także budowę stawów z obręczy barkowej, więzadeł kręgosłupa, skrzyżowania wzrokowego i hipokampu, oraz szczegółowo zreferował budowę układu komorowego mózgu. Jego ilustracje dotyczące badań mózgu zasługują na uwagę, ponieważ ukazują stopniowe usuwanie kolejnych warstw otaczających mózg.
Był zaangażowany w badania nad budową mostka. Zgodnie z ugruntowaną opinią Galena miał on być złożony z siedmiu kości, co jednak nie zgadzało się z obserwacjami czynionymi podczas sekcji. Estienne opisał mostek jako złożony z trzech fragmentów, ale usiłował pogodzić wyniki swoich badań z tradycyjną wiedzą i unikał oskarżenia Galena o błąd. Jednocześnie udowodnił istnienie kanału na całej długości kręgosłupa, co potwierdził dopiero Jean Baptiste de Sénac (1693–1770), i zwrócił uwagę, że Galen nie opisał wszystkich korzeni nerwowych.
Estienne prowadził sekcje i badania anatomiczne razem z poznanym jeszcze na paryskim uniwersytecie chirurgiem Étienne de La Rivière, który wykonywał dla niego rysunki, ale później był z nim w sporze prawnym co do praw do ich głównej pracy De dissection partium corporis humani libri tres, przez co jej wydanie opóźniło się z 1538 do 1545 r., w efekcie czego księga Vesaliusa De Humanae corporis fabrica z 1543 r. zyskała miano pierwszej krytycznej analizy tez Galena. Obaj autorzy posądzali zresztą Vesaliusa o to, że pisał swoją pracę znając już ich książkę. Estienne jest często porównywany do Vesaliusa, jednak jego badania były mniej systematyczne, a czynione ilustracje mniej dokładne i często zapełnione elementami tła jak martwa natura lub pejzaże. Ponadto, mimo licznych słusznych obserwacji, nie odważył się podważyć tez tradycyjnej medycyny, w przeciwieństwie do Vesaliusa.
Estienne był ponadto autorem Dictionarium historicum ad poeticum (1553), będącego pierwszą francuską encyklopedią, Praedium Rusticum (1554), popularnego przez 150 lat traktatu poświęconego rolnictwu, i Thesaurus Ciceronianus (1557).
Jego kariera została przerwana przez interwencję Kościoła katolickiego i inkwizycji, mimo to nie zdecydował się na opuszczenie Paryża, ale z całą pewnością nie był więziony dzięki rodzinnym koneksjom. W 1551 r. jego brat Robert wyjechał do Genewy, a Charles (pozostawszy katolikiem) przejął zarządzanie rodzinnym przedsiębiorstwem i w tym samym roku został mianowany królewskim drukarzem, co wiązało się z nadaniem statusu szlacheckiego. Prawdopodobnie ta posada wiązała się z bankructwem ogłoszonym w 1560 r., ponieważ królewscy drukarze byli słabo wynagradzani za kosztowną produkcję oficjalnych dokumentów. Zmarł w 1564 r. w Chatelet, które było więzieniem dla dłużników.

Żonaty z Geneviève de Berly, jego córka Nicole (1542–1588) była poetką.

Ilustracje z prac Estienne′a
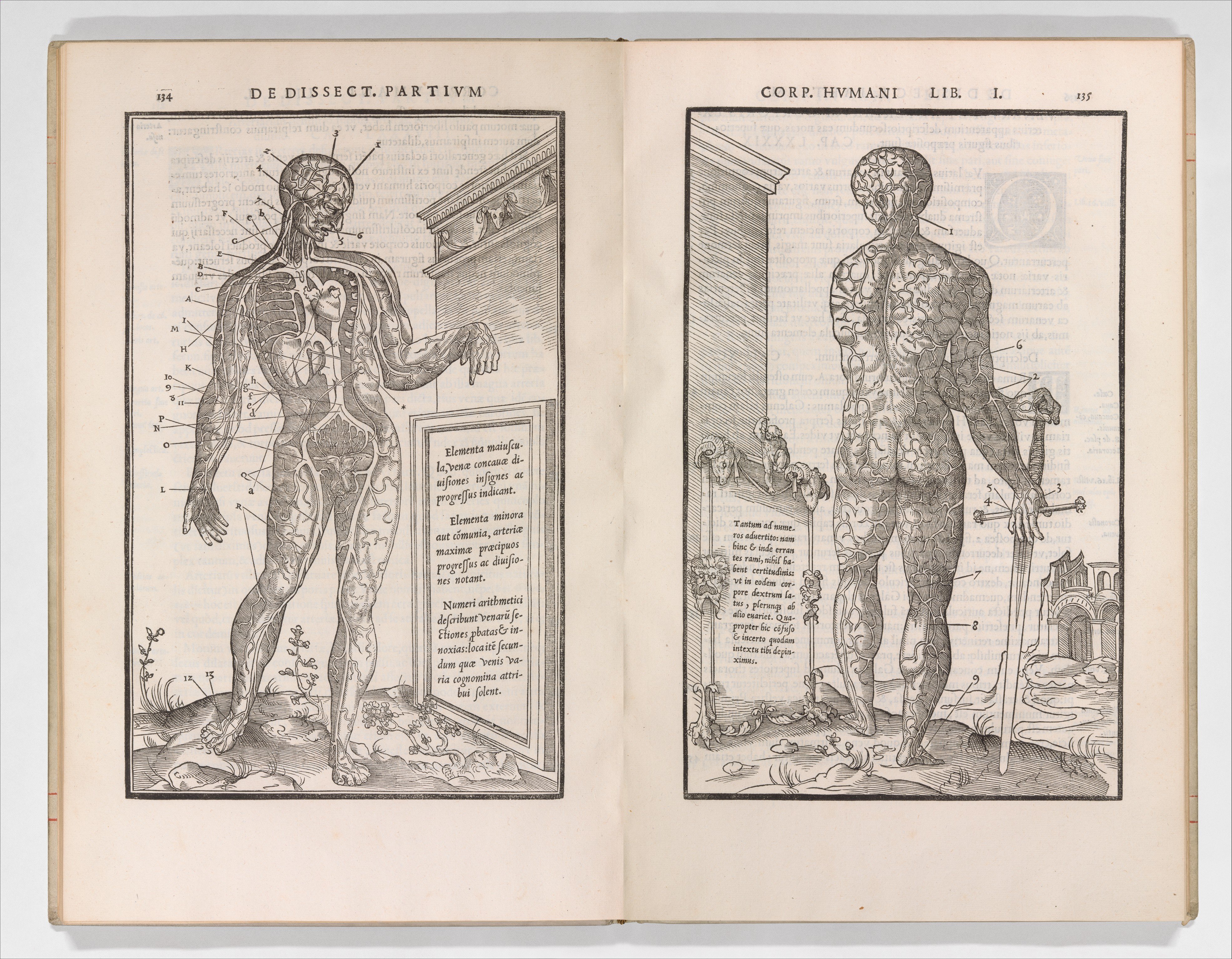
Ilustracja z ''De dissectione partium corporis humani libri tres''
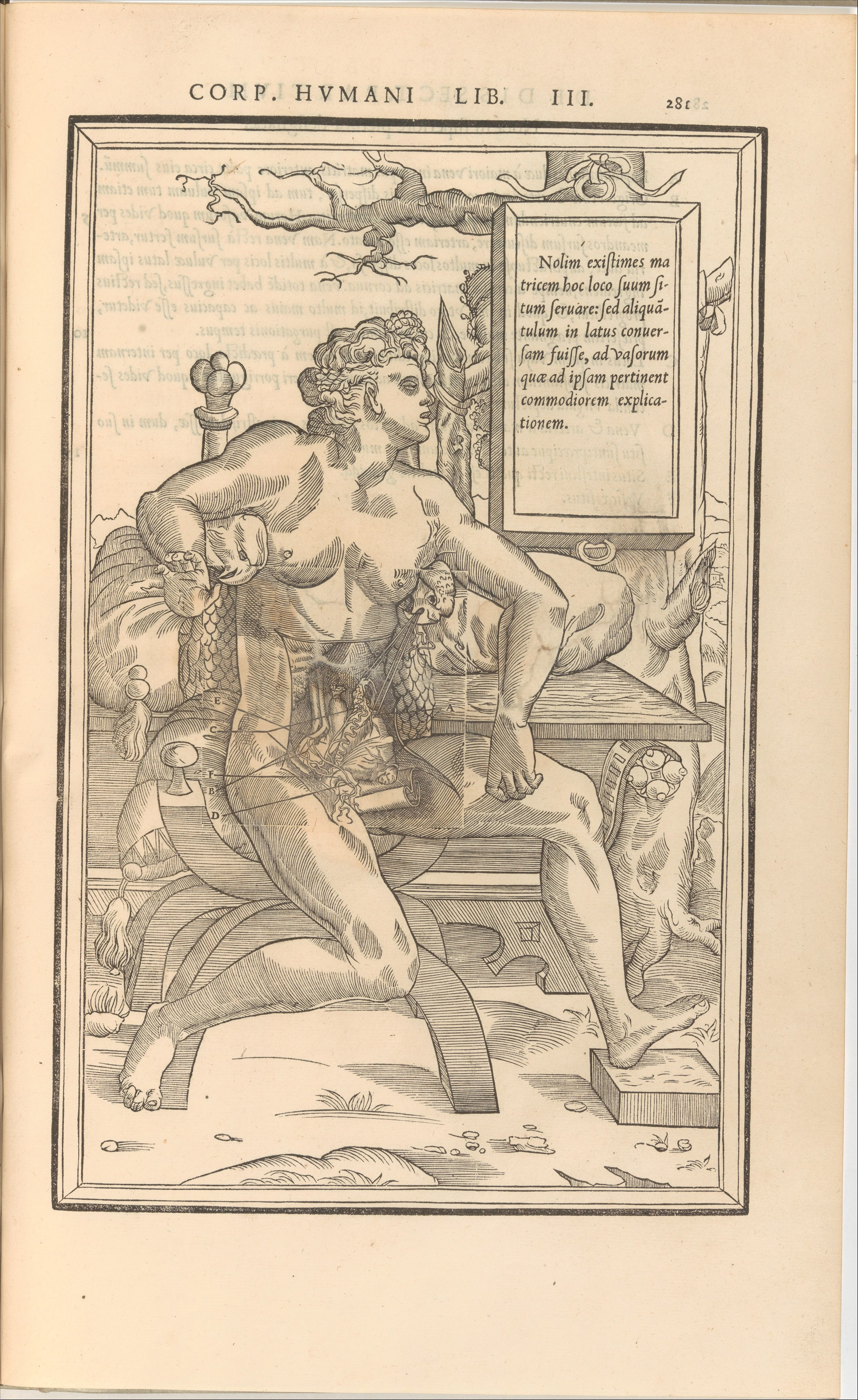
Ilustracja z ''De dissectione partium corporis humani libri tres''
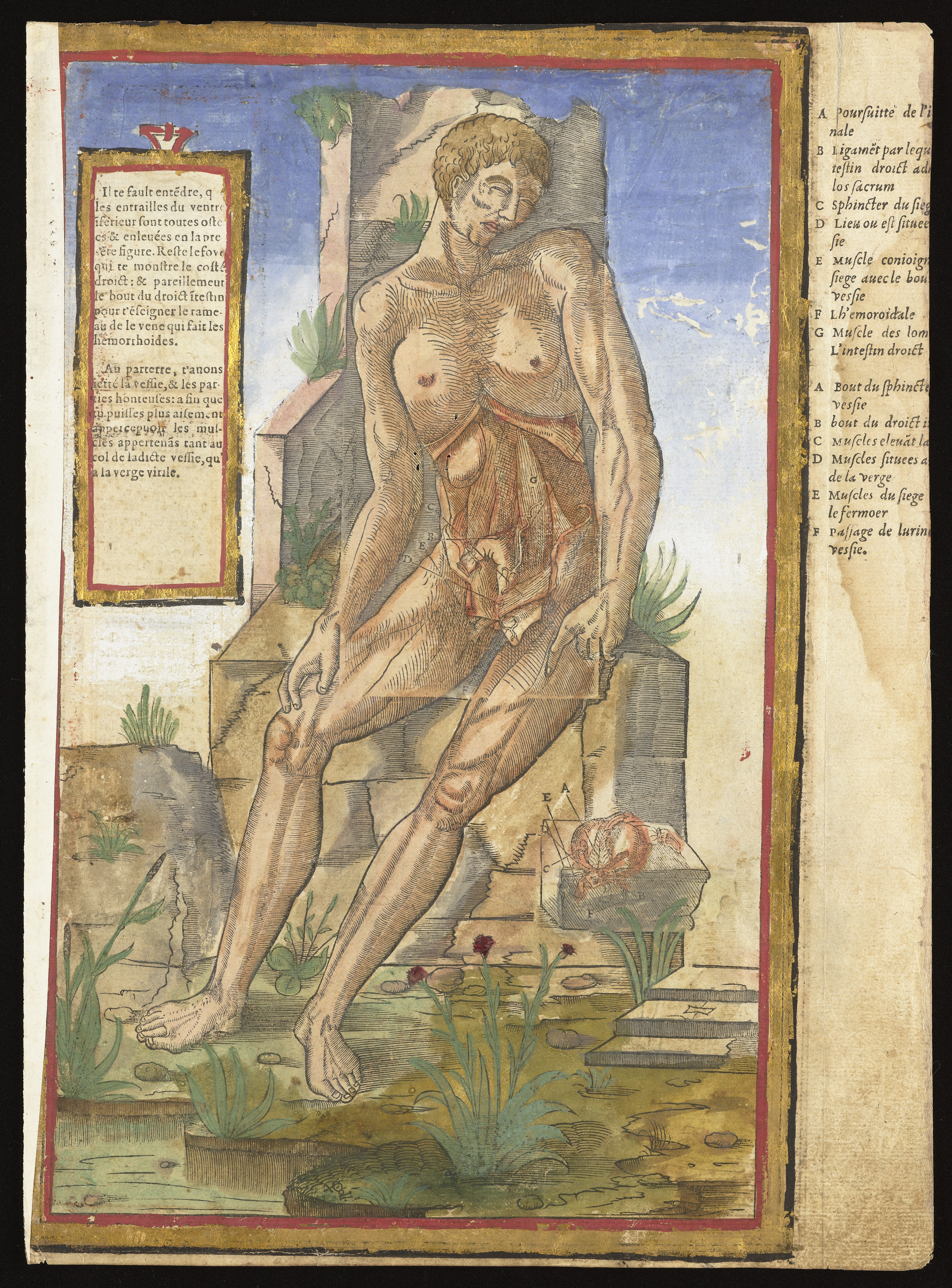
Ilustracja z prac Estienne′a
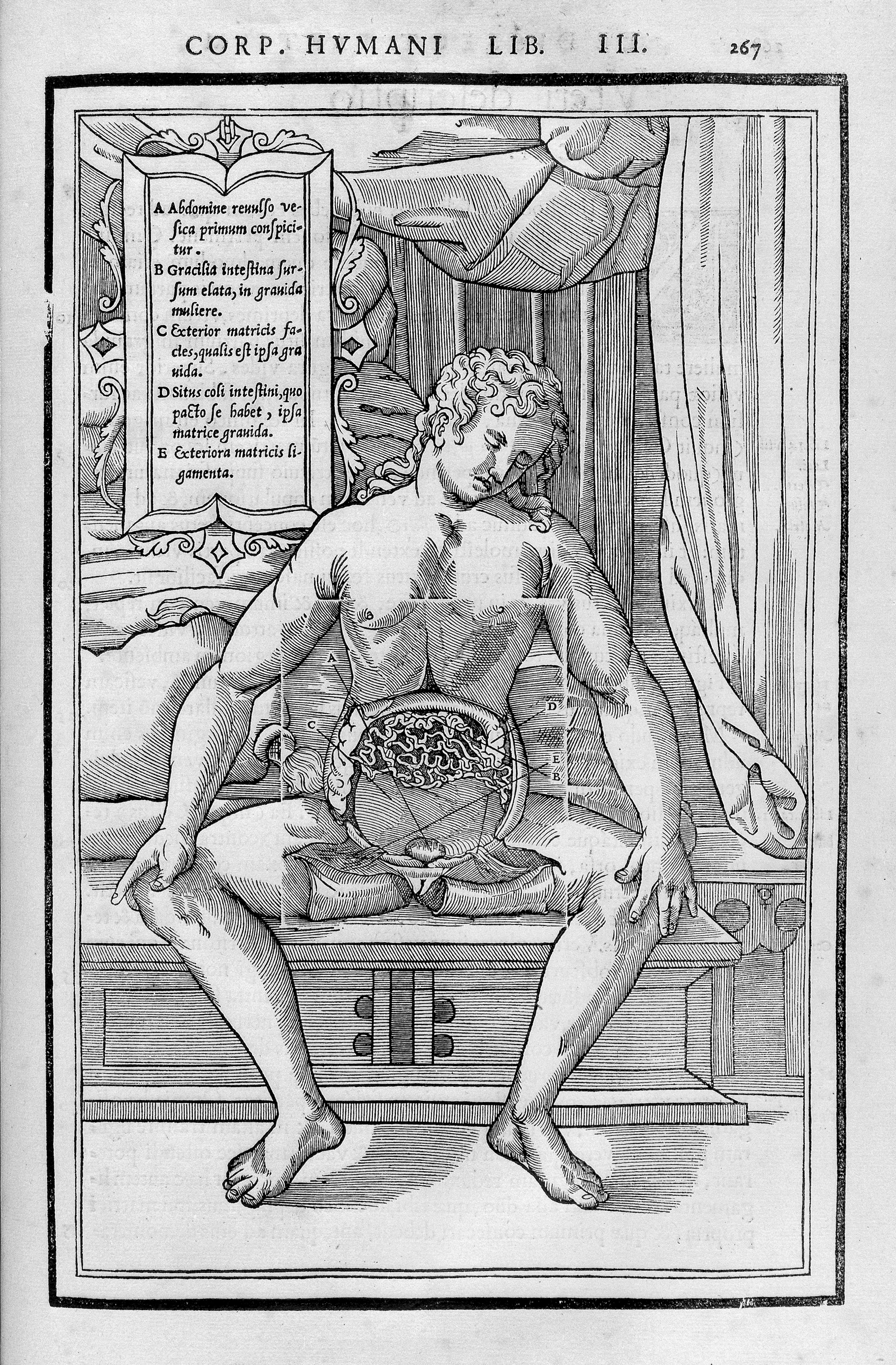
Ilustracja z ''De dissectione partium corporis humani libri tres''